# Mas Prat
|  | Per a altres significats, vegeu « mas Prat de la Bassanta». |

El Mas Prat és un edifici a la vila de Torelló (Osona) protegit com a Bé Cultural d'Interès Local.

## Arquitectura
Es tracta d'un edifici de planta irregular situat al carrer Capsavila que s'uneix a les cases entre mitgeres del carrer Nou. Consta de planta baixa, pis i golfes practicables gràcies a la reforma que s'hi ha dut a terme. Les quatre façanes segueixen el mateix tractament compositiu. La façana frontal la trobem dividida en tres eixos: dos portals principals d'entrada i una finestra a la planta baixa, obertures a les quals es recolzen unes finestres situades a la planta pis, mitjançant la típica pedra de Torelló situada en l'espai que queda entre la llinda inferior i l'ampit superior. Les llindes són de pedra, així com els ampits i brancals, els quals presenten un aparellat en forma de cadena: A la façana lateral dreta (sud-oest, l'obertura que apareix en el primer pis, segueix el tractament general. Es tracta d'un balcó que només conserva la llosa del voladís; la barana ha hagut de ser restituïda en la restauració duta a terme entre els anys 2002 i 2003. A l'altura de les golfes hi ha una renglera de finestres quadriculades molt simples i sense cap tipus de tractament decoratiu.

## Història
El mas Prat era una masia molt propera al clos murat de la vila de Torelló, a tocar del portal de migdia. La seva ubicació marcà l'inici dels carrers Capsavila i Nou. Aquesta casa és documentada des del segle xiii.
La casa pertanyé durant el segle xvi a la família de paraires Calveria que van tenir èxit en els seus negocis.
A l'últim terç del segle xviii, el mas Prat passà a ser l'hostal de Dalt. L'any 1854 aquest immoble va acollir l'escola en els seus baixos.
La part corresponent al número 4 del carrer Capsavila es va convertir en el Teatre Gros a mitjan segle xix. El 1970 els baixos del local es van destinar a jutjat municipal. Entre 1948 i 1986 l'edifici fou destinat a jutjat comarcal.
A principis del segle XX el teatre va deixar-se d'utilitzar com a tal i es feia servir com a magatzem municipal fins a l'any 1986. Aleshores l'ajuntament va cedir l'edifici a l'Associació d'Estudis Torellonencs.
El 1987 l'alcalde Vicenç Pujol va endegar el projecte de restauració de l'immoble.